# Lemophagus amurensis
Lemophagus amurensis là một loài tò vò trong họ Ichneumonidae.